# Synogdoa chionobosca
Synogdoa chionobosca är en fjärilsart som beskrevs av Collenette 1960. Synogdoa chionobosca ingår i släktet Synogdoa och familjen tofsspinnare. Inga underarter finns listade i Catalogue of Life.